# Festival Lumière 2023
Le Festival Lumière 2023 est la quinzième édition du Festival Lumière.

## Déroulement et faits marquants
La quinzième édition du festival a eu lieu du 14 au 22 octobre 2023, avec 129 000 festivaliers qui ont assisté à la projection de 180 films en 448 séances dans 38 salles de cinéma de la métropole lyonnaise, et 37 000 festivaliers qui se sont rendus aux conférences, rencontres, expositions, événements professionnels, lieux éphémères, librairies, signatures.

### Prix Lumière
Le prix Lumière est remis à l'allemand Wim Wenders le vendredi 20 octobre « pour l'ensemble de son œuvre et le lien qu'elle entretient avec l'histoire du cinéma ».

### Rétrospectives
- Rétrospective Robert Altman
- Rétrospective Denys de La Patellière
- Rétrospective Yasujirō Ozu

### Événements, hommages, invitations
- Soirée d'ouverture : projection du film Boulevard du crépuscule (Sunset Boulevard, 1951) de Billy Wilder, en présence de  Fabrice Luchini, invité spécial de la cérémonie[3]
- Séance de clôture : projection du film Le Nom de la rose (1986) de Jean-Jacques Annaud
- Séance famille : projection en VF du film Le Livre de la jungle (1967) de Wolfgang Reitherman pour célébrer les 100 ans du studio Disney[4]
- Histoire permanente des femmes cinéastes : la comédienne, actrice, scénariste et réalisatrice Ana Mariscal, une des premières cinéastes espagnoles, pionnière dans la production
- La Nuit Star Wars, avec la projection des films de la saga Star Wars, Un nouvel espoir (1977), L'Empire contre-attaque (1980), Le Retour du Jedi (1983), précédée par Rogue One: A Star Wars Story (2016)
- Hommage à Alain Tanner par Alfonso Cuarón
- Invitations à Wes Anderson, Alexander Payne, Marisa Paredes, Karin Viard, Taylor Hackford, Jean-Jacques Annaud, Terry Gilliam et Patrick Bouchitey[5]
- 5e édition du Salon du DVD, le dimanche 15 octobre au village du 11e Marché International du film classique.

### Prix
- 9e prix Raymond Chirat : Christine Leteux[6]
- 8e prix Fabienne Vonier : Anne-Laure Brénéol, distributrice et co-dirigeante de Malavida[7].